# Serra dels Ancares
La serra dels Ancares (castellà: Sierra de los Ancares, en gallec: Serra dos Ancares; en asturià: Sierra d'Ancares) és una serralada situada a l'extrem nord-oest de la província de Lleó i a l'est de la província de Lugo, al límit entre Galícia, Castella i Lleó i Astúries. És un espai natural protegit, declarat l'any 2006 Reserva de la biosfera per la Unesco.

## Geografia
La serra abarca 6 termes municipals: Cervantes i Navia de Suarna (Galícia), Peranzanes, Candín i A Veiga de Espiñareda (Lleó) i Ibias (Astúries).
D'orografia complexa, és un territori frondós amb forts pendents: el nivell d'altitud va des dels 300 metres del curs del riu Navia fins als més de 1900 del cim de Mustallar, al vessant gallec, i els de Miravalles i Cuiña, a la part lleonesa, els més alts. I tot, esquitxat d'infinitat de petits nuclis de poblacions, més concentrats a la zona muntanyosa. Aquest desnivell, al costat del fet que aquí es troba el límit entre el món mediterrani i l'atlàntic, fa que tingui una molt gran diversitat biològica, tant de flora com de fauna. A més a més, la naturalesa dels materials i formacions geològiques, amb formacions d'origen glacial i d'origen fluvial, no fa més que augmentar l'heterogeneïtat del mosaic ecològic de la comarca.
Guarda importants vestigis pre-romans: castells, ponts, dòlmens..., però el seu monument més important és la “palloza”. Fa més de dos mil anys, aquestes muntanyes estaven habitades per tribus com els “Zoelas”. La seva situació estratègica va fer d'aquesta comarca un escenari d'importants episodis bèl·lics, tant a l'antiguitat com, més recentment, durant l'ocupació francesa i les guerres carlistes.

## Geologia
La serra dels Ancares forma part de l'extrem occidental de la serralada Cantàbrica i conforma una alineació muntanyosa en arc. Pertany a la Zona Asturoccidental-Lleonesa, i al seu subsòl i predominen les pissarres, gresos i quarsites, a més de les calcàries i fil·lites.
L'orogènesi herciniana i més tard alpina, conjuntament amb el procés de modelació glaciar, configuren aquest espai com un conjunt de cims elevats, amb altituds d'entre 1500 i 2000 m, on l'acció del gel ha deixat un paisatge de valls glacials profundes, circs i estanys glacials i dipòsits morrènics. Si bé l'acció de les glaceres fou similar a les valls d'ambdós vessants de la serra, a les valls orientals va ser superior, ja que el gel va arribar a tenir entre 260 i 280 m de gruix (valls de Burbia i Ancares) i les llenques glacials van arribar a tenir entre 11 i 13 km de llarg baixant fins als 800 m d'altitud.

## Hidrografia
Quatre valls baixen de la serra al seu vessant lleonès: les valls dels rius Burbia, Ancares –que dona nom a la serra—, Cúa a la vall de Fornela i la petita vall de Balboa.
Als vessants gallecs i asturians, els afluents del riu Navia solquen la serra de valls estretes i profundes, com la del riu Rao o les gorges del riu Ser, en el municipi gallec de Navia de Suarna, o la vall del riu Ibias, en el Principat d'Astúries.

## Clima
La serra dels Ancares té un clima oceànic de muntanya, amb hiverns molt freds i estiu frescos. El fred, si bé mostrant intermitències, no es deixa de notar en tot l'any; als Ancares les primeres glaçades apareixen el mes de setembre i les darreres son el mes de juny. La pluviometria està directament influenciada pels vents humids procedents de l'Atlàntic.

## Flora
La serra dels Ancares es troba a la confluència de dues regions biogeogràfiques: la regió Eurosiberiana al nord i la regió Mediterrània al sud, cosa que li dona una biodiversitat superior a les d'altres zones limítrofes. Es considera que la major part de la serra pertany a la regió Eurosiberiana, i més concretament a la província Orocantàbrica, sector Laciano-Ancarí i subsector Naviano-Ancarí, i que el límit de la regió Mediterrània se situa al voltant dels 1000 m de altitud a les valls dels rius Valcarce, Ancares, Burbia i Cúa, als Ancares del Bierzo. Aquesta pluralitat explica que en una àrea atlàntica com és la conca del riu Navia, s'hi trobin algunes espècies mediterrànies com l'arboç, l'alzina, la ginesta i el cap d'ase.
La vegetació varia segons l'altitud i l'orientació de les muntanyes. A les fondalades i en cotes baixes hi ha castanyers i avellaners, en boscos caducifolis on predominen el vern i el salze.. Pujant fins als 1.000 m, el reboll i el roure de fulla grossa poblen el vessant sud alternant-se amb àrees de bruc boal, mentre que els que estan orientats cap al nord mostren boscos més variats amb roures y roures de fulla grossa i aurons, avellaners, moixeres, grèvols i bedolls a la franja superior. En els sotaboscos hi abunden els nabius, mentre que a les valls d'origen glacial mostren zones amb vegetació de torbera. Per sobre dels 1000 m, hi abunden els grèvols, els arboços acompanyats de servals i teixos. A partir dels 1700 m, en la zona subalpina, la vegetació arbòria desapareix en favor dels arbusts baixos com ara el bruc boal, ginestes, gatoses i ginebres i zones de pasturatge.

## Fauna
Als Ancares hi destaques dues espècies endèmiques de la serralada Cantàbrica: el gall fer cantàbric i la llebre de piornal. La serra també és l'hàbitat de l'os bru o el llop.

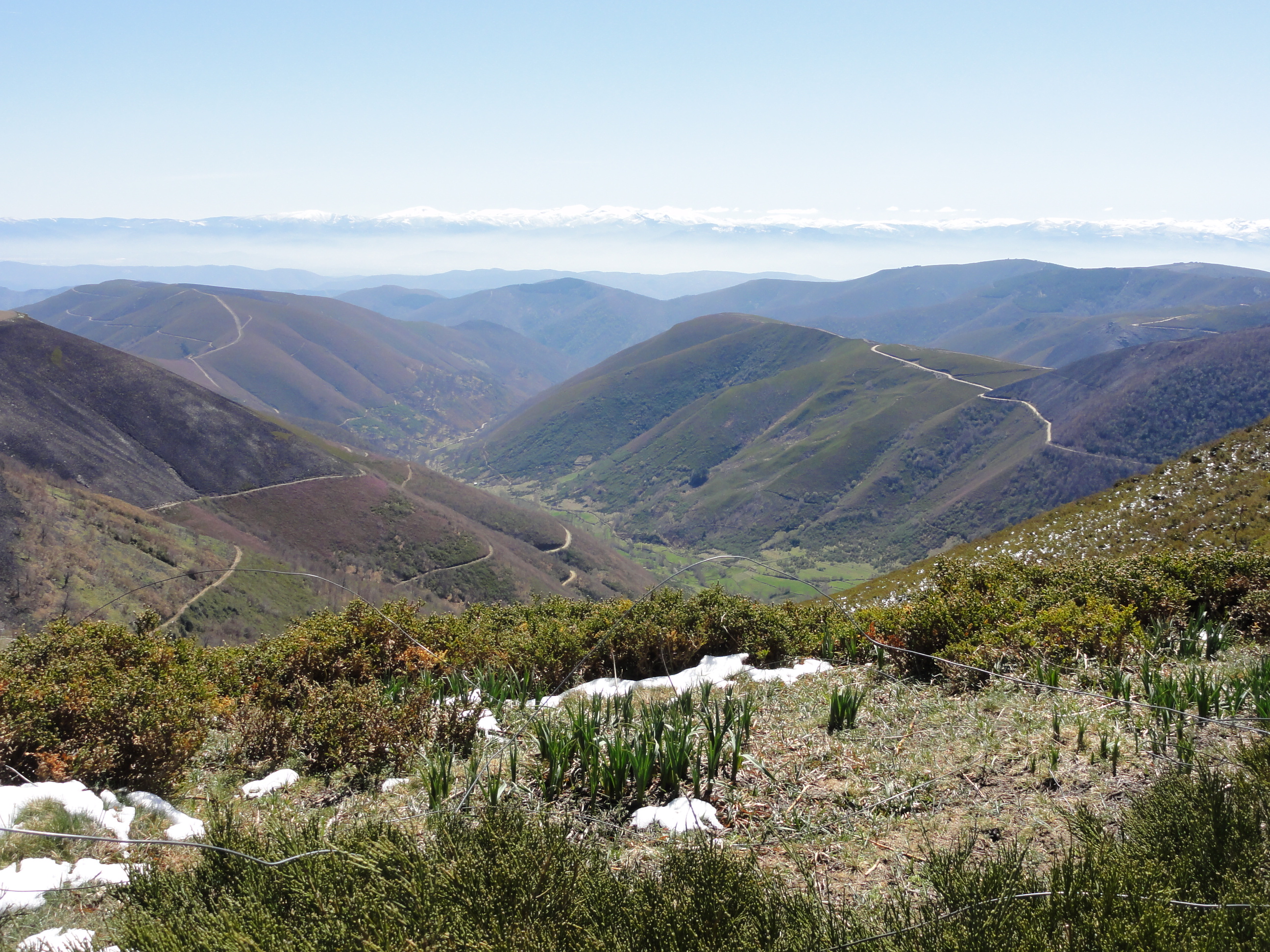
Serra dels Ancares (província de Lugo)
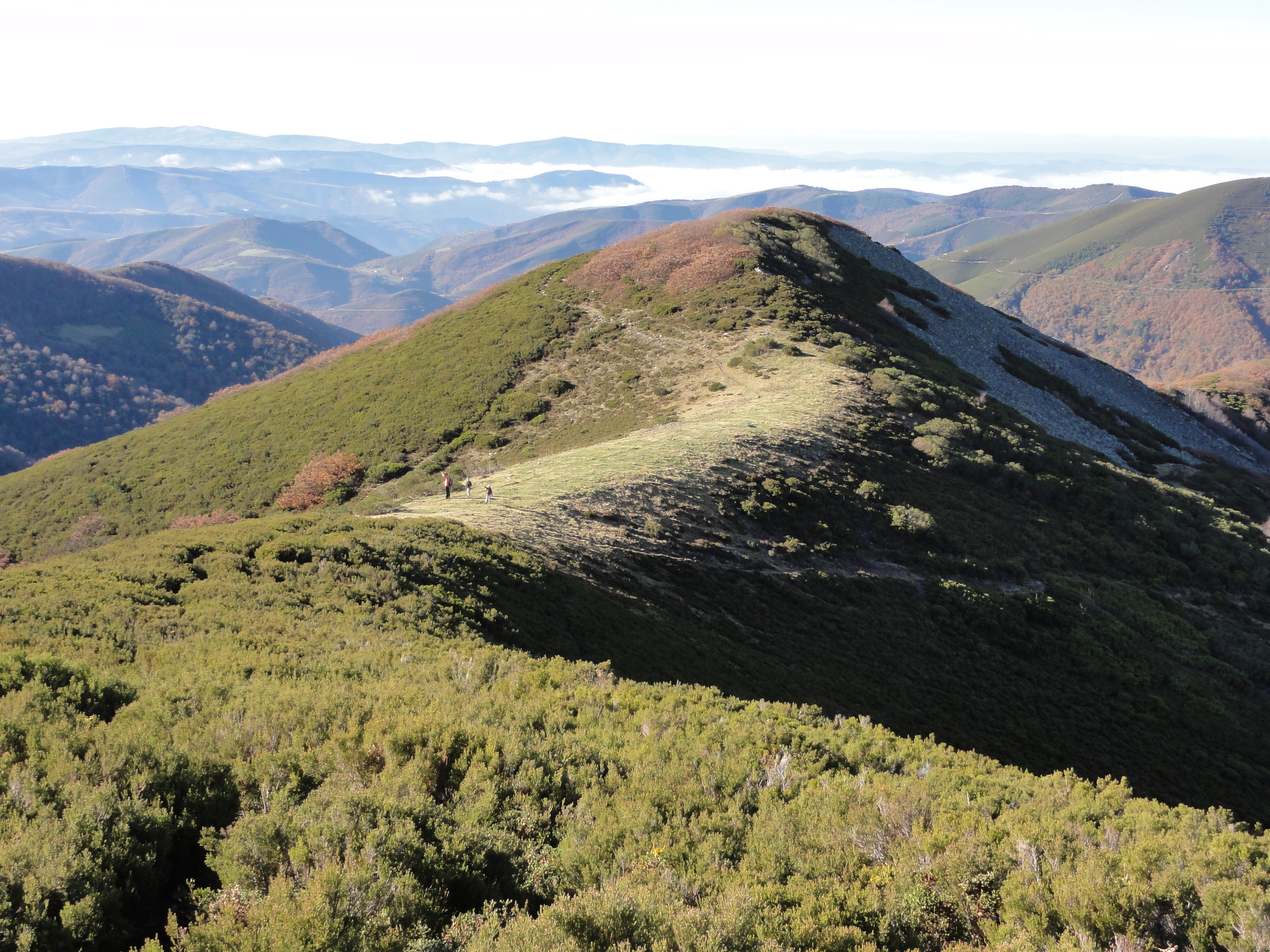
Serra dels Ancares (província de Lugo)
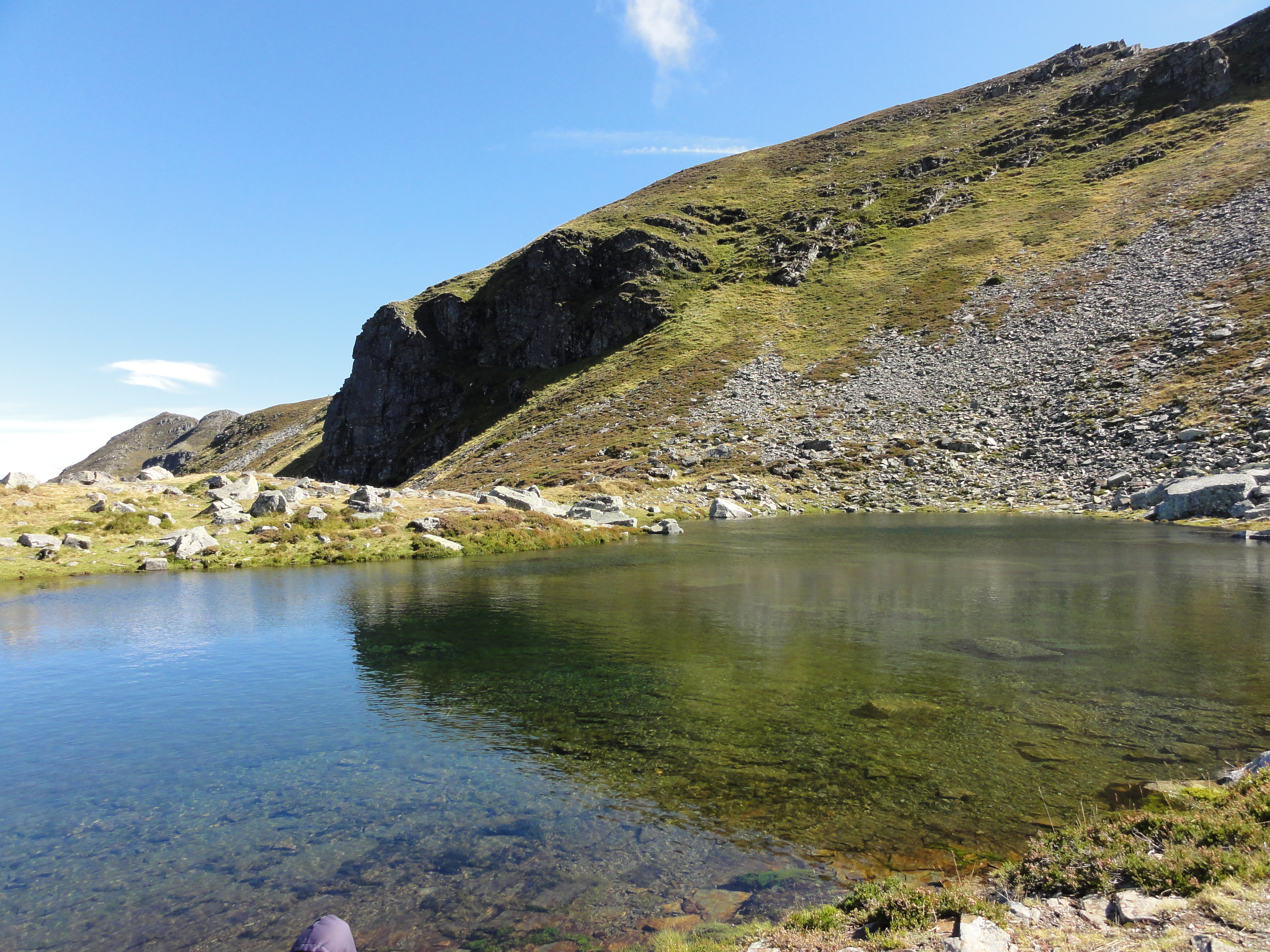
Serra dels Ancares (província de Lleó)
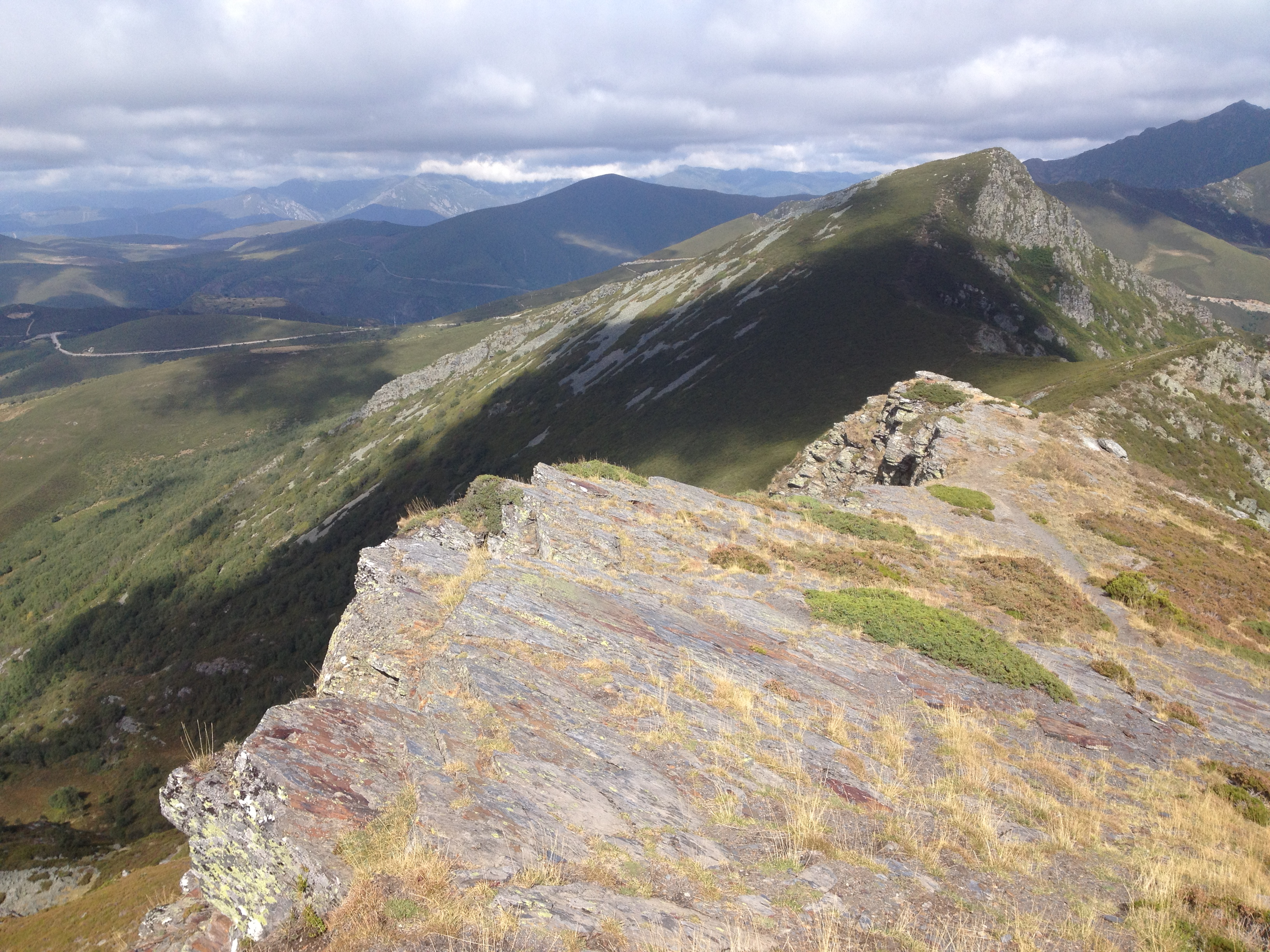
Serra dels Ancares (província de Lleó)

## Entitats de població
La vall d'Ancares, conca del riu del mateix nom, te 10 entitats de població:
- Candin
- Tejedo de ancares
- Pereda de Ancares
- Balouta
- Suarbol
- Suertes de ancares
- Espinadera de ancares
- Sorbeira de Ancares
- Lumeras de Ancares
- Villarbón de Ancares